# Ministerio del Poder Popular de Petróleo
El Ministerio del Poder Popular de Hidrocarburos, anteriormente llamado Ministerio del Poder Popular del Petróleo (MINPET), es uno de los organismos que conforman el gabinete ejecutivo del gobierno venezolano y es el ente rector en materia de política petrolera que depende directamente de la presidencia de la República Bolivariana de Venezuela. Nace en junio del 2016, junto al Ministerio del Poder Popular para el Desarrollo Minero Ecológico, tras la disolución del Ministerio del Poder Popular de Petróleo y Minería.
Las competencias del ministerio son la regulación, formulación y seguimiento de políticas, la planificación, realización y fiscalización de las actividades del Ejecutivo Nacional en materia de hidrocarburos; el estudio de mercado y análisis y fijación de precios de los productos de petróleo; y, la prevención de la contaminación del medio ambiente derivada de las actividades de hidrocarburos, en coordinación con el Ministerio del Poder Popular para el Ecosocialismo.

## Estructura

### Unidades de Apoyo Administrativo
- DGMI
- OAC

### Unidades Sustantivas
- Despacho del Viceministro de Hidrocarburos
- Despacho del Viceministro de Gas

### Órganos y entes adscritos

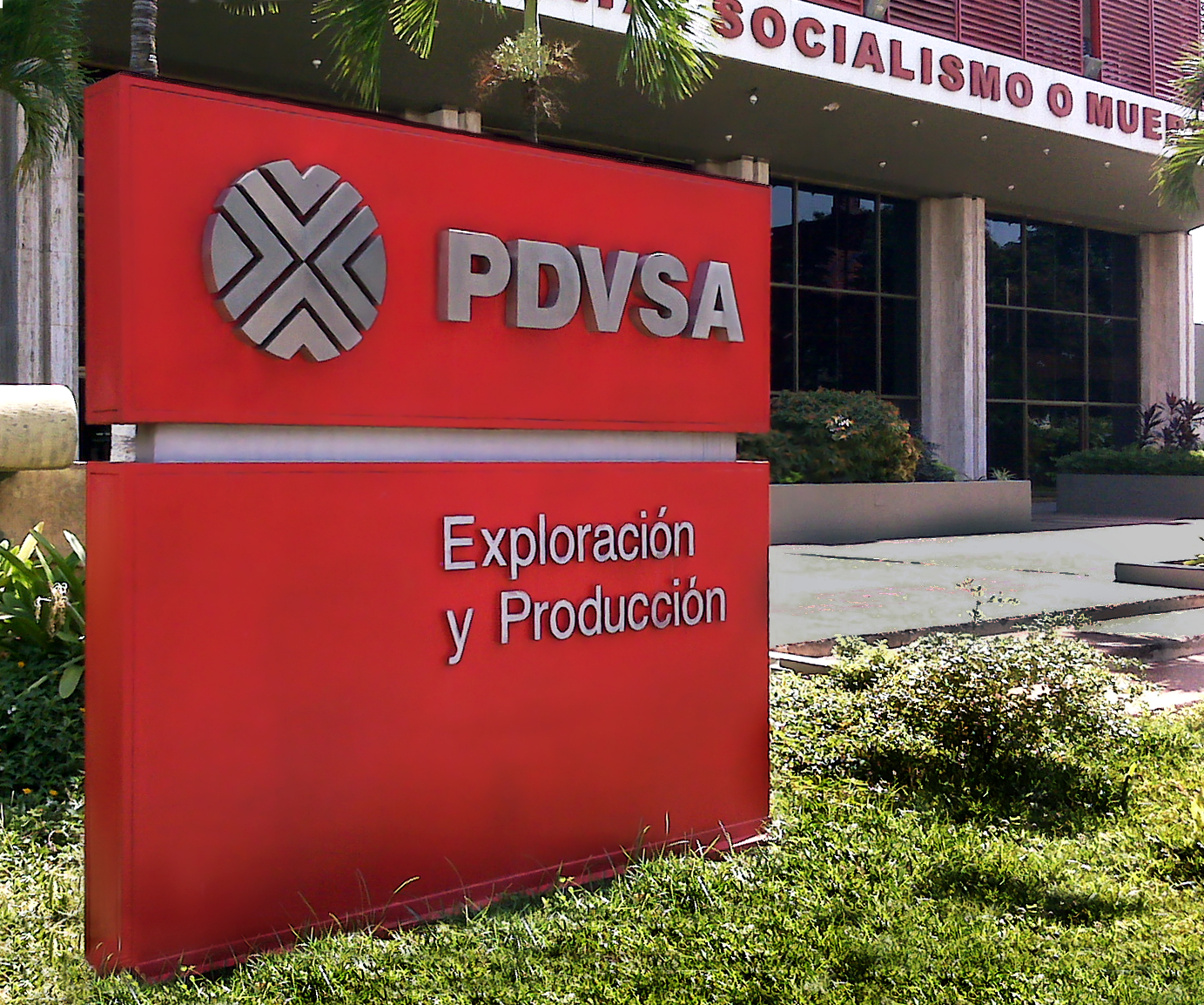
Entrada de la sede de PDVSA ubicada en la avenida 5 de Julio en Maracaibo, puede leerse atrás parte de la frase "Patria, Socialismo o Muerte"

- Corporación Venezolana del Petróleo

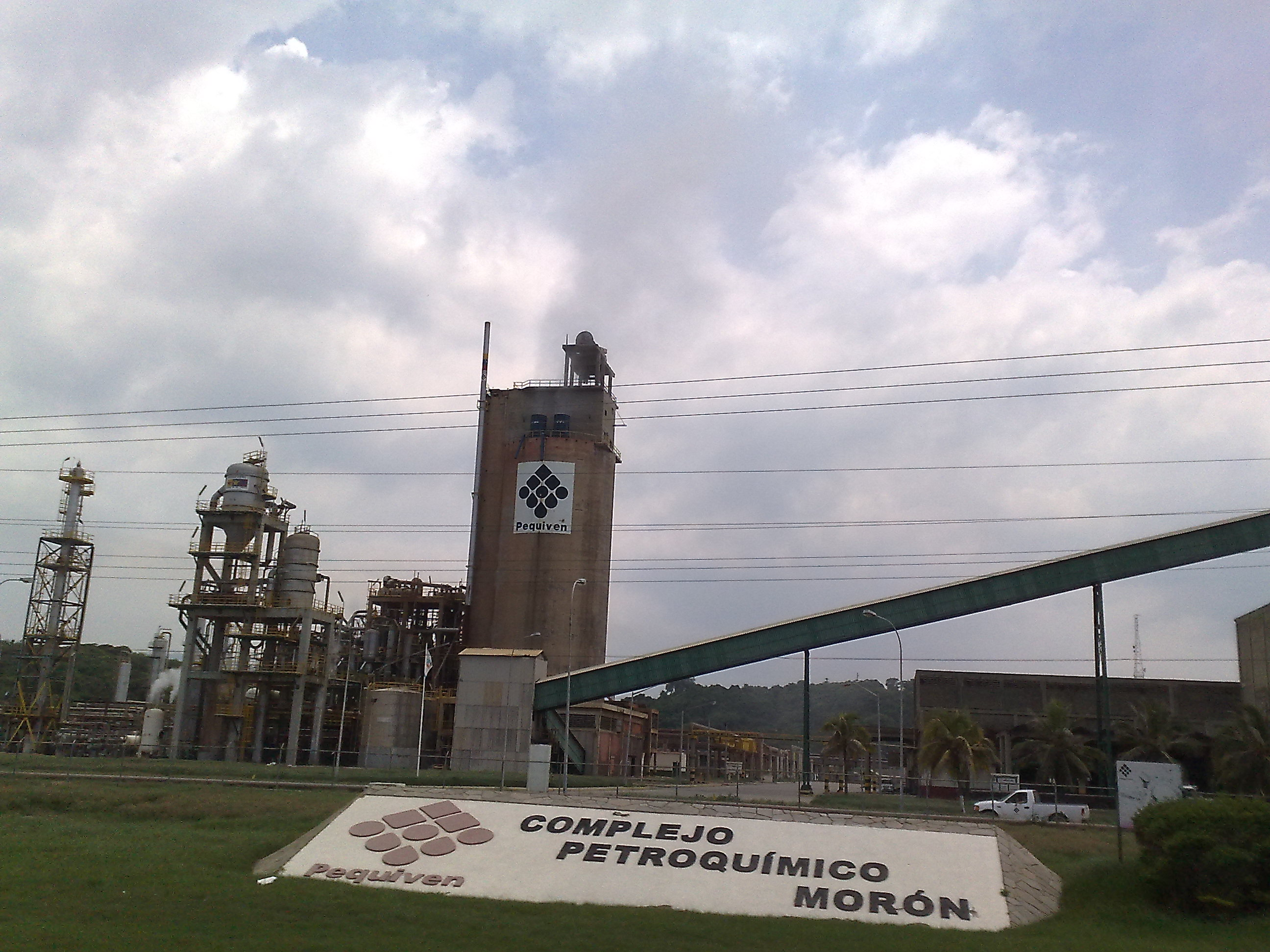
Complejo Petroquímico Morón.

- Petróleos de Venezuela

- Petroquímica de Venezuela
- Misión Robinson
- Misión Ribas
- Intevep
- Cineca
- Cinecafal
- AC Sermed RL

## Ministros
| Ministros del Poder Popular para el Petróleo |                        |                                               |                |
| Orden                                        | Nombre                 | Período                                       | Presidente     |
| 1                                            | Rafael Ramírez Carreño | 2014 - 2014                                   | Nicolás Maduro |
| 2                                            | Asdrúbal Chávez        | 2014 - 2016                                   | Nicolás Maduro |
| 3                                            | Eulogio del Pino       | 6 de enero de 2016 - 6 de enero de 2017       | Nicolás Maduro |
| 4                                            | Nelson Martínez        | 6 de enero de 2017 - 26 de agosto de 2017     | Nicolás Maduro |
| 5                                            | Manuel Quevedo         | 26 de noviembre de 2017 - 27 de abril de 2020 | Nicolás Maduro |
| 6                                            | Tareck El Aissami      | 27 de abril de 2020-20 de marzo de 2023       | Nicolás Maduro |
| 7                                            | Pedro Tellechea        | 21 de marzo de 2023-27 de agosto de 2024      | Nicolás Maduro |
| 8                                            | Delcy Rodríguez        | 27 de agosto de 2024-10 de enero de 2025      | Nicolás Maduro |
| 9                                            | Delcy Rodríguez        | 10 de enero de 2025                           | Nicolás Maduro |